# Molybdophora alciniusata
Molybdophora alciniusata är en fjärilsart som beskrevs av Walker. Molybdophora alciniusata ingår i släktet Molybdophora och familjen Uraniidae. Inga underarter finns listade i Catalogue of Life.